# Historia de la prensa en Alcalá de Henares

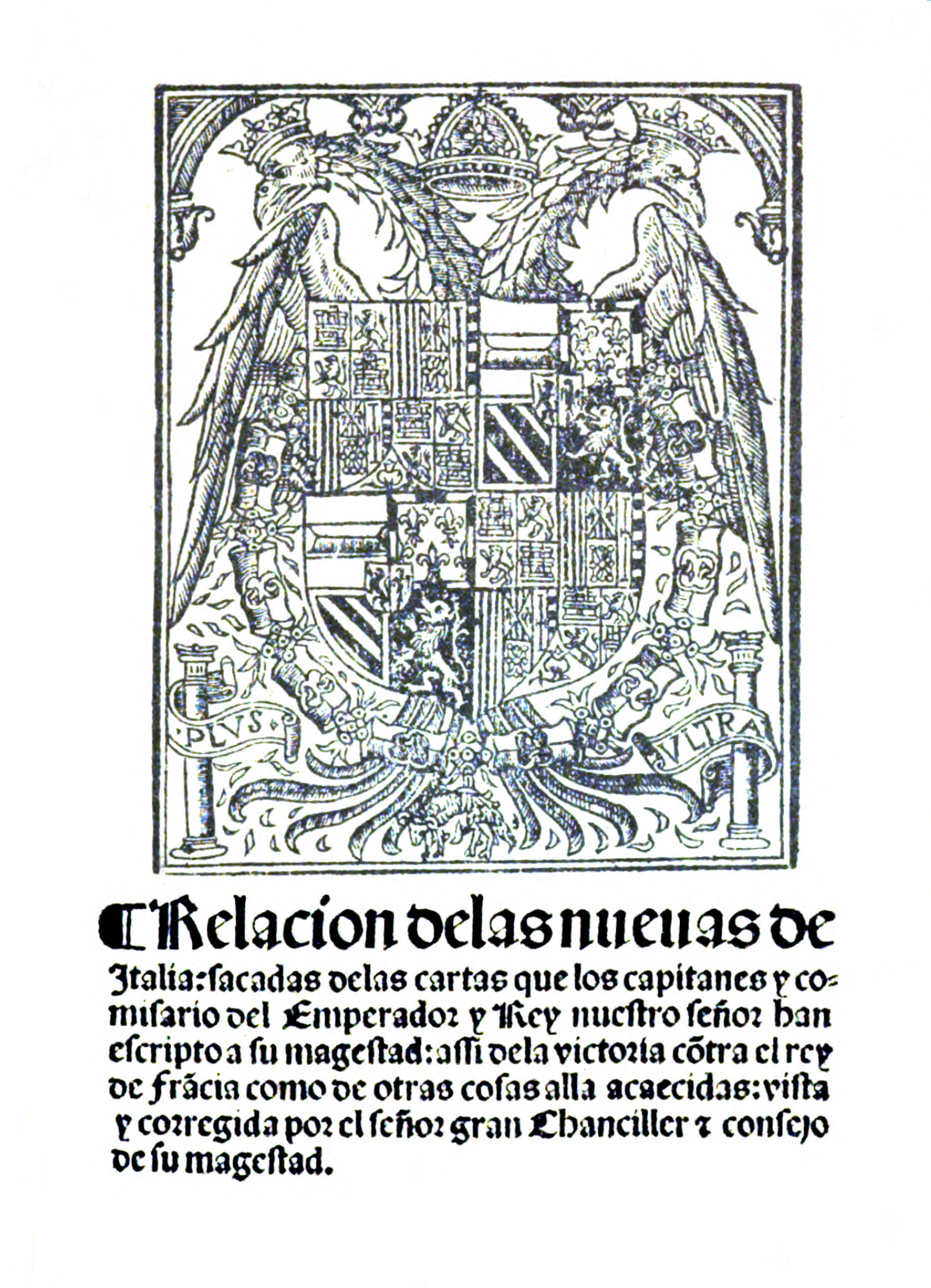
Relación de las nuevas de Italia (Alonso de Valdés, 1525)

La historia de la prensa en Alcalá de Henares se inició en el siglo XV con las relaciones de sucesos, manuscritas o impresas en xilografía. La imprenta favoreció su difusión. Se considera a la "Gaceta de Alcalá de Henares", de 1706, como el primer periódico moderno. En general, son ediciones de vida corta, condicionadas por los avatares sociales, políticos y económicos de cada momento histórico. En el siglo XXI hay un predominio del periodismo digital y gratuito sobre la prensa impresa y de pago.

## Historia

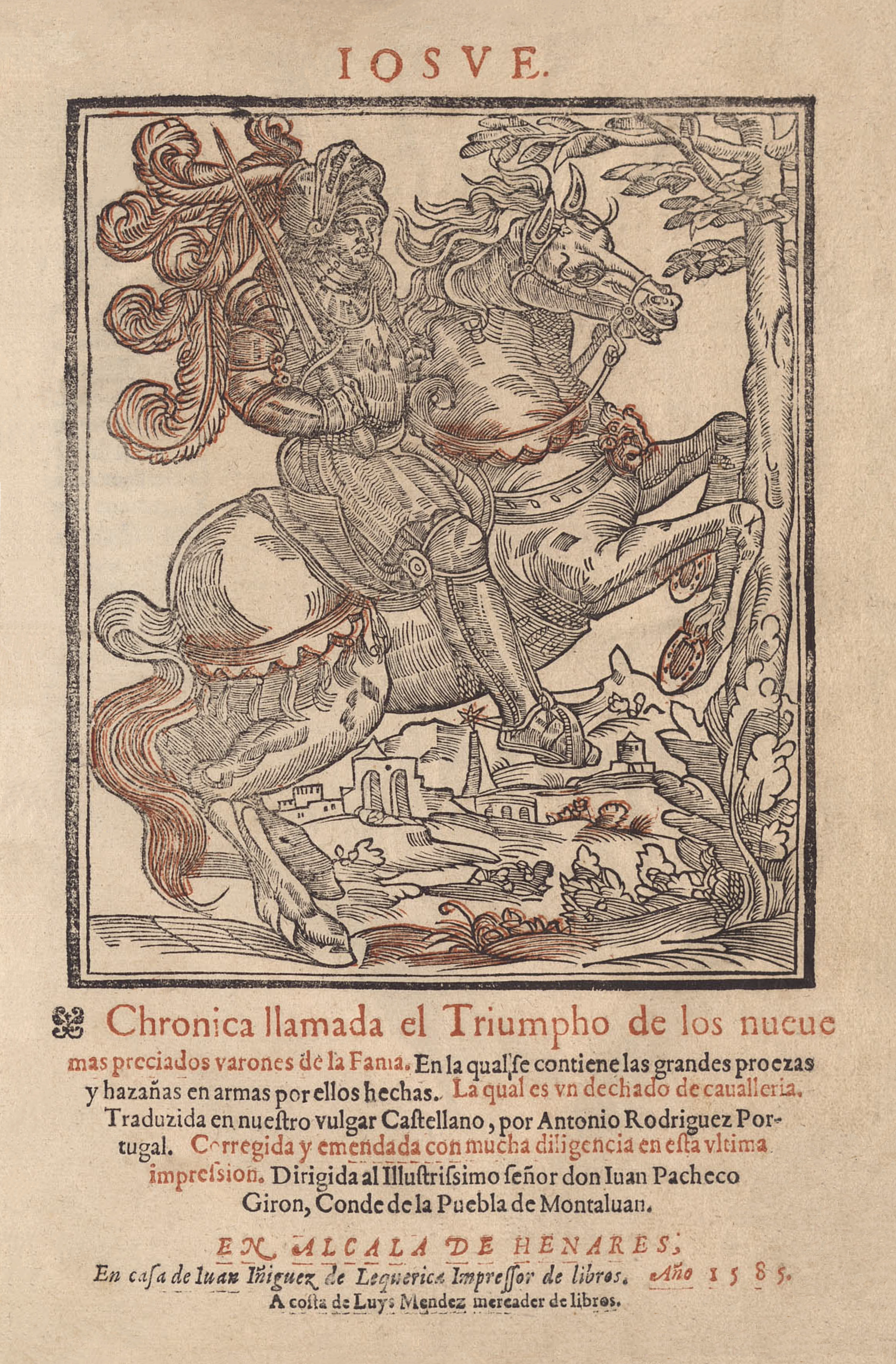
Crónica del triunfo de los Nueve de la Fama (Antonio Rodríguez Portugal, 1585).

Los medios de comunicación, tanto en papel impreso como en formato digital, tienen una gran influencia social, aportando información de actualidad y ejerciendo de fuente documental de noticias, datos, imágenes y opiniones para estudios futuros. Además, sirven de entretenimiento y educación.
La prensa está ligada a los movimientos sociales, políticos y culturales, sirve de vehículo a las ideas y a las opiniones, y está condicionada por el desarrollo tecnológico e industrial de cada época. Su actividad empresarial y profesional se limita por la censura, las restricciones económicas, los intereses políticos, partidistas o ideológicos, entre otros factores.
La prensa en Alcalá de Henares se caracteriza por una gran cantidad de cabeceras de periódicos o revistas a lo largo de más tres siglos, de forma casi continua. Los factores favorecedores históricos de la prensa alcalaina fueron, principalmente, el desarrollo de la Universidad de Alcalá en el siglo XVI, con profesores y alumnos ávidos de información en un entorno en el que todavía predominaba el analfabetismo; y el progreso industrial de la imprenta, muy importante en la ciudad complutense gracias a la notable publicación de libros.

### Protoperiodismo en Alcalá de Henares
Aunque es difícil precisar con certeza cual fue la primera publicación sobre acontecimientos sociales de actualidad, se considera que en Alcalá de Henares las primeras "relaciones" de noticias nacieron a finales del siglo XV. También se las denominaba "avisos", "cartas nuevas", "hojas de noticias" u "hojas volanderas". Las instituciones (la corona, la iglesia, el ayuntamiento) o las personas notables, que querían difundir información sobre un acontecimiento, las solían encargar a un escritor profesional. En general, eran monotemáticas sobre festejos, religión, milicia, viajes o América, y sin periodicidad. Constituyen una fuente histórica fundamental para el estudio de esos siglos.
| Publicación            | Denominación | Autor                                           | Impresor                                           |
| siglo XV               | |                                                 |                                                    |
| 20/10/1494-15/05/1503  | 32 cartas datadas en Alcalá de Henares dirigidas a diferentes personajes de la época. | Pedro Mártir de Anglería                        | Manuscritos en latín                               |
| siglo XVI              | |                                                 |                                                    |
| 1520                   | Carta mensajera que embio el magnifico señor don Diego lopez de ayala vicario y canonigo de toledo desde el castillo de mora al muy illustre señor don Antonio de Çuñiga. | Diego López de Ayala                            | Arnao Guillén de Brocar                            |
| 1525                   | Relacion de las nuevas de Italia: sacadas de las cartas que los capitanes y comisario del Emperador y Rey nuestro señor han escripto a su magestad: assi de la victoria contra el rey de Francia como de otras cosas alla acaecidas. | Alonso de Valdés                                | Miguel de Eguía                                    |
| 23/04/1554             | Relacion muy verdadera de Antonio d' Guaras: criado de la serenissima y Catholica reyna de Inglaterra al Illustre S. Duque de Alburquerque: Vissorey y Capitan General d'l Reyno de Navarra, etc. En la qual se trata en q miserias y calamidades, y muertes d' grades, ha estado el reyno tatos años ha. Como doña Maria fue proclamada por Reyna: y de todos obedescida: y de su coronacion, etc. | Antonio de Guarás                               | Atanasio de Salcedo                                |
| 1556                   | Las fiestas con que la Universidad de Alcala de Henares alço los pendones por el Rey don Philippe nuestro señor. |                                                 | Juan de Brocar                                     |
| 1560                   | El recebimiento, que la Universidad de Alcala de Henares hizo a los Reyes nuestros señores, quando vinieron de Guadalajara tres dias despues de su felicisimo casamiento. | Alvar Gómez de Castro                           | Juan de Brocar                                     |
| 1560                   | Relacion de la entrada de la Sacra Catholica Real Magestad de la Reyna nuestra Señora de España. Embiada al muy Illustre señor don Iuan de Gurrea, gobernador de Aragon. Con los recibimientos que le han hecho en Ronces Valles, Pamplona, Olite y Tudela. Y otras cosas memorables acontescidas en España. |                                                 | Juan de Brocar                                     |
| 1567                   | La verdadera relacion de todo lo q este año de M.D.LXV. ha sucedido en la Isla de Malta, dende antes que la armada del gran turco Soliman llegasse sobre ella, hasta la llegada de socorro postrero del poderosissimo y catholico Rey de España don Phelipe nuestro señor següdo deste nombre. | Francisco Balbi de Correggio                    | Juan de Villanueva                                 |
| 1571                   | Nuevo estilo de escrevir cartas mensageras, sobre diversas materias, sacadas a luz por industria de Iuan de Yciar Vizcayno Dirigido al Illustre señor Ruy Gómez de Silua. | Juan de Icíar                                   | Juan Gracián                                       |
| 1572                   | Relacion verdadera del recibimiento que hizo la ciudad de Segovia a la magestad de la reyna nuestra señora doña Anna de Austria, en su felicissimo casamiento que en la dicha ciudad se celebro. | Jorge Báez de Sepúlveda                         | Juan Gracián                                       |
| 1574                   | Nuevo estilo de escrevir cartas mensageras, sobre diversas materias, sacadas a luz por industria de Iuan de Yciar Vizcayno Dirigido al Illustre señor Ruy Gómez de Silua. | Juan de Icíar                                   | Juan Gracián                                       |
| 1575                   | Cartas que los Padres y Hermanos de la Compañia de Jesus, que andan en los Reynos de Japon escrivieron a los de la misma Compañia, desde el año de mil y quinientos y quarenta y nueve, hasta el de mil y quinientos y setenta y uno. En las quales se da noticia de las varias costumbres y Idolatrias de aquella Gentilidad: y se cuenta el principio y succeso y bondad de los Chistianos de aqullas partes. |                                                 | Juan Íñiguez de Lequerica                          |
| 1580                   | Nuevo estilo de escrevir cartas mensageras, sobre diversas materias, sacadas a luz por industria de Iuan de Yciar Vizcayno Dirigido al Illustre señor Ruy Gómez de Silua. | Juan de Icíar                                   | Herederos de Sebastián Martínez                    |
| 1583                   | Relación de lo sucedido en la Isla de la Tercera, desde veynte y tres de Julio, hasta veynte y siete del mismo mil y quiniento y ochenta y tres |                                                 | Herederos de Sebastián Martínez                    |
| 1584                   | Chronica del Gran capitan Gonçalo Hernandez de Cordova y Aguilar. En la que se contiene las dos conquistas del Reyno de Napoles, con las esclarecidas victorias que en ellas alcanço, y los hechos Illustres de don Diego de Mendoça, don Hugo de Cardona, el Conde Pedro Navarro, y otros Cavalleros y Capitanes de aquel tiempo. | Gonzalo Fernández de Córdoba                    | Hernán Ramírez                                     |
| 1585                   | Chronica llamada el Triumpho de los nueve mas preciados varones de la Fama. En la qual se contiene las grandes proezas y hazañas en armas por ellos hechas. La qual es un dechado de cavalleria. | Antonio Rodríguez Portugal (traductor)          | Juan Íñiguez de Lequerica                          |
| 1589                   | Relación de solemne recibimiento que se hizo en Lisboa a las santas Reliquias que se llevaron a la Yglesia de San Roque, de la Compañia de Jesus, a veinte y cinco de Enero de 1588. | Manuel de Campos. Álvaro de Veancos (traductor) | Juan Íñiguez de Lequerica                          |
| 1589                   | Relación de la canonización del S.F. Diego de Alcalá de Henares, de la orden de S. Francisco de la Observancia. |                                                 | Hernán Ramírez                                     |
| 1596                   | Verissima Relacion del riguroso y aceruo martirio que la Reyna Inglesa dio a dos soldados de nuestra nacion española del exercito del Principe Cardenal, y de como la serenissima Virgen les manifesto el martirio que avian de pasar juntamente con el convertimiento de seys judios que reciviero el mismo martirio muriendo en palados. En 17 de Mayo de 1596 con un Romance al cavo. | Pedro Sánchez Mazo                              | Herederos de Sebastián Martínez                    |
| 1599                   | Verdadera relacion de las Fiestas y casamiento del Rey Don Phelippe nuestro Señor y de las fiestas que despues hizieron en la ciudad de Valencia Domingo de Casimodo, en 18 del mes de abril de 1599. | Francisco Colariego                             |                                                    |
| siglo XVII             | |                                                 |                                                    |
| 1601                   | Relación de el Viage, que hizieron quatro Cavalleros Japoneses en compañía del P. Alexandro Vehguaux, para dar la obediencia a Su Santidad el Papa Gregorio XIII, y su vuelta desde Europa a la India. |                                                 |                                                    |
| 1607                   | Relacion de los milagros, que el glorioso San Diego hizo en la villa de Alcala de Henares, de un Niño que resucito, por la gran devocion que su Madre tenia con San Diego. | Ambrosio de Cuevas                              | Viuda de Juan Gracián                              |
| 1607                   | Relacion verisima que embio Francisco de Benaya, mercader de Barcelona, a la villa de Bilbao, al Reverendo Padre Fray Sebastian Osorio, Provincial de la Orden del Serafico Padre san Francisco. A donde da declaracion del cruelissimo martirio, que los Infieles dieron a siete Padres de la misma Orden, en la Ciudad de Arondola. Y juntamente con ellos, al verdugo que los cruzifico: porque sacandole coraçon de un Frayle, hallo escrito con letras de oro, el nombre santisimo de Jesus. |                                                 | Viuda de Justo Sánchez Crespo                      |
| 1608                   | Relacion del Juaramento del Serenisimo Principi de Castilla, Don Felipe Quatro deste nombre. |                                                 | Viuda de Justo Sánchez Crespo                      |
| 1608                   | Relacion verdadera, en que se contiene todas las ceremonias y demas actos que passaron en la jura que se hizo al Serenissimo Príncipe nuestro señor Don Phelipe Quarto, en el Monesterio de San Geronymo. Dase cuenta de los trages y bizarrias de las damas y cavalleros, y libreas que sacaron. |                                                 | Viuda de Juan Gracián 2 ediciones en el mismo año. |
| 1608                   | Relacion verdadera, y de mucho aprovechamiento para el Christiano, donde se declara lo que en la ciudad de Sevilla acontecio a un hombre que tenia devocion de acompañar el Santisimo Sacramento y de como otro por envidia que le tenia le hizo traycion. |                                                 | Viuda de Juan Gracián                              |
| 1609                   | Verdadera relacion traducida de lengua francesa en nuestro Vulgar Castellano, sacada de un original impreso en León, del recibimiento que se le hizo a don Pedro de Toledo, marques de Villafranca, grande de Castilla y Embazador de particular embazada, por... Phelipe Tercero a la Majestad del Rey de Francia Enrico Quarto en el año de 1608. |                                                 | Viuda de Juan Gracián                              |
| 1609                   | Esta es la verdadera relacion de las trayciones, y trato, que los Cristianos nuevos del Reyno de Valencia, tenian secretamente, carteandose con los Moros de berberia, mas avia de quatro años, y de como tenian señalado un dia en el mes de Mayo que verna del año mil y seiscientos y diez, para vender el Rey de Valencia, y su comarca, y para esto tenian grande cantidad de armas de todas suertes para quando vinieran los moros de Berberia a dalle ayuda. Trata de como fue descubierto por muchas vias y el remedio que sobre esto puso su Majestad, todo ello sacado del original bien fielmente como passo. Lleva un Romance al cabo, en alabança de Valdes el Lacayo que pleiteaba porque capassen a los Moriscos. |                                                 | Viuda de Juan Gracián                              |
| 1616                   | Relagion verdadera en la qual se da quenta del vando que mandaron echar los Cristianismos Reyes de Francia Ludouvico XIII y doña Ana Mauricia de Austria por todos sus Reynos, por consejo de un santo varon español, Confesor, y Capellan de la Reyna, el qual entro en acuerdo con el Rey, y con algunos Cardenales, y Obispos para destruyr la heregia, y el buen efecto que tuvo, y de los muchos hereges que se an convertido. |                                                 | Pedro Rodríguez Santillán                          |
| 1617                   | Relacion de las famosas fiestas, que se hizieron en la Universidad de Alcala de Henares, despues de aver hecho voto de guardar y tener en ella el sacrosanto Misterio de la Inmaculada Concepción de la Satissima Virge nuestra Señora, sin deuda a la culpa original. |                                                 | Viuda de Juan Gracián                              |
| 1619                   | Relacion breve, y verdadera del Milagro de las Sagradas Formas, que citan, y se ven en el Colegio de la Compañia de JESUS de Alcala de Henares, y testimonio que del dio el Ilustrisimo señor D. Francisco de Mendoza, Obispo y Governador del Arçobispado de Toledo. |                                                 | Viuda de Juan Gracián                              |
| 1624                   | Relación de la victoria que los Monges Bernardos de nuestra Señora de Oya tuvieron de cinco navios de Turcos, en 20 de abril. | Andrés de Almansa y Mendoza                     | Juan de Villodas y Orduña                          |
| 1624                   | Relacion de un milagro del Santissimo Sacramento que ha sucedido en el Colegio de la Compañia de Jesus de Alcala de Henares, sacado del proceso original, en que se ha probado el dicho milagro. |                                                 | Juan de Villodas y Orduña                          |
| 1624                   | Verdadera, y notable relacion, en la qual se contienen los mas notables y espantosos sucessos que hasta oy se han visto, sucedidos en Turquia y todos amenazan la perdida, y ruyna de aquel Imperio: el postrero sucesso, y de mas admiracion entre los Turcos fue este presente año de 1624 en el mes de Abril, de un niño que nacio en Ostrabiza... con tres ojos, tres cuernos, las orejas de jumento, la nariz de una ventana, y los pies y piernas retuertos al rebes. |                                                 | Juan Gracia                                        |
| 1625                   | Relacion del milagro del Santissimo Sacramento, que veynte y ocho años ha el Señor coserva incorrupto en el Colegio de la Compañia de JESUS de Alcala de Henares, sacado del proceso original en que se ha aprobado el dicho milagro. |                                                 | Juan de Villodas y Orduña                          |
| 1626                   | Relacion del recibimiento del cardenal Barberino, como legado papal, en Alcala de Henares, elogiando las actuaciones de Arias Gonzalo Davila y Bobadilla, conde de Puñonrostro, y de Gutierre de Careaga, Corregidor de la Villa. | Pedro de Llanos                                 | Juan de Villodas y Orduña                          |
| 1627                   | Paseo triunfal (a modo de victor) en que los Cavalleros estudiantes (hijos desta villa de Alcala, Toledo, Madrid y otras Patrias) aclamaron la santidad, virtudes, maravillas, prodigios, y milagros del Venerable Prelado, y gran siervo de Dios, el Ilustrissimo y Reverendissimo Cardenal don Fr. Francisco Ximenez de Cisneros. | Pedro de las Heras Llanos                       |                                                    |
| 1629                   | Relacion de un milagro del santissimo sacramento, que ha sucedido en el colegio de la Compañia de Jesus de Alcala de Henares sacado del proceso original, en que se ha probado el dicho milagro. |                                                 | Juan de Villodas Orduña                            |
| 1631                   | Relacion verdadera del lastimoso caso, y incendio que ha sucedido en la plaça mayor de la villa de Madrid, a siete dias del mes de julio deste presente año de mil y seiscientos y treinta y uno. |                                                 | Antonio Duplastre                                  |
| 1632                   | Verdadera relacion donde se da cuenta de una grande Vitoria que alcasaron los Portugueses contra el Rey de Achen, en el Serco de Malaca, donde le destruyeron todo su exercito, y le tomaron toda su armada. Y dase cuenta de una grande crueldad que hizo el rey de Archen con un nieto suyo en 29 de Febrero de 1632. |                                                 | Viuda de Juan Gracián                              |
| 1634                   | Relación breve, y verdadera del milagro de las Sagradas Formas, que estan, y se ven en el Colegio de la Compañia de Jesus de Alcala de Henares, testimonio que del dio el Ilustrissimo señor D. Francisco de Mendoza, Obispo, y Governador del Arçobispado de Toledo. |                                                 | Antonio Vázquez                                    |
| 1643                   | Descripcion del recebimiento que los estudiantes de la universidad de Alcala hizieron a su magestad biniendo de Zaragoza. | Antonio González de Acuña                       | Francisco Ropero                                   |
| 1646                   | Noticia de las Sagradas Formas, que en el Colegio de la Compañia de Jesus de la Universidad de Alcala de Henares, la Magestad de Dios milagrosamente conserva desde el año 1597. Sacada del proceso original, en que se aprobo este milagro. |                                                 | María Fernández                                    |
| 1659                   | Relacion de la felize nueva, que la Magestad del Rey Catolico Phelipe Quarto... ha tenido cerca de los casamientos de la Serenissima Infanta doña Maria Teresa de Austria y Borvon, con el Christianissimo Rey de Francia Luis Dezimoquarto, y de las pazes tan deseadas de las Coronas. |                                                 | María Fernández                                    |
| 1659                   | Segunda relacion de los festejos y agasajos, que en esta Corte se hizieron al Mariscal Duque de Agramont, Embaxador extraordinario del Christianissimo Rey de Francia, desde 16, de Octubre de este Años de 1569, hasta el vltimo del mismo mes, que se bolvio a Francia. |                                                 | Colegio Santo Tomás de Alcalá                      |
| 1661                   | Notitia veridica scriptorum Ordinis Praedicatorum, de praeservtione Deiparae, Immaculatae Virginis, Mariae, a peccato originali. | Juan Martínez de Prado                          |                                                    |
| 1662                   | Demostracion festiva por el feliz nacimiento de su Alteza el Principe N. Señor Carlos II. En una celebre moxiganga, executada en Madrid a 13 de Noviembre de 1661. Y repetida en 18 de Enero de 1662. | Juan Francisco Rizo                             |                                                    |
| Finales del siglo XVII | Relacion puntual, de las plausibles fiestas, que a Maria Santissima del Val, (como a su protectora, y Abogada) han celebrado, el Insigne Cavildo, Ilnstre Ciudad, Devotos Moradores de Compluto, algun tiempo, y oy Alcala de Henares, y siempre la mejor Athenas. En accimiento de Gracias de haver logrado el beneficio de el agua, por su soberana intercession, no solamente en sus contornos, sino en toda España. |                                                 |                                                    |
| siglo XVIII            | |                                                 |                                                    |
| 1724                   | Relacion de las Reales Exeqvias. Qve a la tierna memoria de el Deseado Monarcha de las Españas, Luis I, de este nombre. Dedico, el Colegio Mayor de San Ildephonso. Vniversidad de Alcala. |                                                 | José Espartosa                                     |
| 1729                   | Sumaria, y avtentica relacion, del estupendo prodigio, que la intercession poderosa de el Gloriossisimo S. Diego de Alcala, obro el Divino Poder la noche de el dia treze de Agosto de este presente año de mil setecientos y veinte y nueve con el P. Fr. Buenaventura de Melas, Religioso de la Orden de N. S. P. S. Francisco de la Observancia, y morador en el Convento de Santa Maria de Jesvus (Vulgo San Diego) de Alcala. |                                                 |                                                    |
| 1732                   | Relacion de las Exequias, que a la digna memoria del Ex.mo Señor, y Rev.mo P. Maestro, Fr. Joseph Campuzano de la Vega. General de todo el Real, y Militar Orden de Nuestra Señora de la Merced, Redempcion de Cautivos... Dedico el Colegio de la Purisssima Concepcion de dicha Orden, el dia cinco de Diciembre d el año passado de 1731. | Bernardo José de Vango y Ponte                  | José Espartosa                                     |
| 1753                   | Noticia de la incorrupcion milagrosa, que se venera en el Colegio de la Compañia de Jesus en veinte y quatro Santissimas Formas, consagradas desde el año de mil quinientos y noventa y siete, y expuestas a publica adoracion, desde el año de mil seiscientos y veinte: y queel dia de oy se reverencias tan incorruptas, y frescas como si se acabaran de formas. |                                                 | María García Briones                               |
| 1760                   | Gratulacion panegyrica, poetica y afectuosa, relacion de las solemissimas fiestas que en la pausible y gloriosa traslacion del Arca Milagrosa del Sr. S. Julian, patron de Cuenca amantissimo, al Nuevo, y Magnifico Transparente, ha celebrado su Insigne Cathedral Iglesia. | Juan Bermejo y Alique                           | María García Briones                               |
| 1765                   | Breve noticia del aparecimiento y milagros de Maria Santissima de los Hoyos, y situación de Ercavica, sobre la Hoz de Peñaescrita en la ribera del Rio Guadiela. | Francisco Antonio Fuero                         | Imprenta de la Universidad                         |

### Periódicos de información general en Alcalá de Henares
Se considera a la "Gaceta de Alcalá de Henares", aparecida en 1706, como el primer periódico y punto de partida del periodismo moderno complutense. En general, la prensa local fue testigo de las transformaciones de la sociedad, pero también órgano de expresión, al estar promovida y controlada por los grupos sociales que detentaban el poder político o económico de la ciudad. El primer diario fue "La Correspondencia de Alcalá", de 1879. "La Voz de Alcalá", en 1911, fue el primero en publicar fotografías de actualidad. La imprenta de Federico García Carballo fue la más productiva, llegando a editar más de 20 periódicos distintos a lo largo de 40 años.

Los formatos más habituales de las publicaciones de prensa escrita son el periódico, la revista o el boletín. Su temática varía desde la información general a la especializada (deportes, motor, etc.)
Las palabras más utilizadas en las cabeceras, exceptuando los nombres propios de la ciudad, han sido "Eco" y "Heraldo" y "Voz". Hubo cabeceras repetidas sin vinculación histórica entre ellas: "El Complutense", "El Eco de Alcalá", "Heraldo de Alcalá", "Alcalá", "Alcalá Hoy" y "Calle Mayor".
La mayoría de las cabeceras han tenido una vida efímera. Los periódicos más longevos han sido "La Cuna de Cervantes" y "El Amigo del Pueblo", publicándose durante 25 y 31 años respectivamente. En la actualidad destaca el semanario "Puerta de Madrid", fundado en 1968, como el decano de la prensa local en la Comunidad de Madrid.
Con la llegada del siglo XXI, la tendencia es hacia la desaparición de los medios de comunicación impresos, sustituyéndolos por los digitales, ganando en accesibilidad y en recursos informativos, al incorporar los enlaces externos y el vídeo, junto al texto y a las fotografías.
| Publicación                                                                                           | Denominación | Responsable o empresa | Notas | Cabecera |
| siglo XVIII                                                                                           | | | |          |
| 05/08/1706                                                                                            | Gaceta de Alcalá de Henares | | Noticias militares. Imprenta: Julián García Briones. |          |
| 1788                                                                                                  | El Cínico Español El Pensador Complutense                                                                                            | | Imprenta: Pedro López. |          |
| 1796                                                                                                  | Miscelánea instructiva, curiosa y agradable                                                                                          | | Imprenta: Oficina de la Real Universidad. |          |
| 04/03/1797-25/08/1797                                                                                 | Pasatiempo Literario de Alcalá de Henares                                                                                            | | Semanario. Publicó 26 números. Imprenta: Isidro López. |          |
| siglo XIX                                                                                             | | | |          |
| 1804-1806                                                                                             | Semanario Militar | Antonio Remón Zarco del Valle y Huet Rafael del Barrio José Cortines                                                                                         | Manuscrito |          |
| 1813                                                                                                  | El Censor de abusos conocidamente opuestos al esplendor y gloria de España                                                           | Inocente Nicolás de Estúñiga | Quincenal. Publicó 28 cuadernos. Imprenta: Manuel Amigo. |          |
| 1820-1822                                                                                             | La Frailomanía | Francisco Berdoy Alustante (director) | Publicó al menos 50 números. Imprenta: Manuel Amigo. |          |
| 17/09/1820-28/10/1820                                                                                 | El Espectador | | Imprenta: Manuel Amigo. |          |
| 1831                                                                                                  | El Polonio Complutense | | Impreso en Madrid |          |
| 1857                                                                                                  | El Eco del Henares, Avisador de la Campiña y de la Alcarria                                                                          | | Imprenta: Tiburcio López |          |
| 1869                                                                                                  | El Enano de Alcalá | | Impreso en Madrid |          |
| 19/02/1871-28/05/1871                                                                                 | El Porvenir Complutense | Nicolás de la Peña y Cuéllar (director) | Semanario. Publicó 13 números. Impreso en Madrid. |          |
| 05/03/1876-01/05/1901                                                                                 | La Cuna de Cervantes | Federico García Carballo (primer director) Eduardo Pascual y Cuéllar (director desde 1878) Félix Puebla (director desde 1884) Julián Morés y Sanz (director) | Inicialmente semanario. Varias sedes y múltiples etapas Imprenta: Federico García Carballo ISSN 2481-0606                                                                                        |          |
| 04/09/1879-04/11/1883                                                                                 | El Heraldo Complutense | Eduardo Pascual y Cuéllar (director) | Semanario conservador. Publicó 218 números. Redacción: calle Mayor, 112. Imprentas: Federico García Carballo, y varias de Madrid.                                                                |          |
| 30/10/1879-07/1880                                                                                    | La Correspondencia de Alcalá | Federico García Carballo (director) | Diario (el primero en Alcalá de Henares). Imprenta: Federico García Carballo |          |
| 18/05/1884-23/10/1888                                                                                 | El Complutense | Félix Puebla (primer director) Ricardo Martínez Esteban | Semanario. Imprentas: Federico García Carballo; El Áncora. |          |
| 27/12/1885-24/06/1886                                                                                 | Gazeta Complutense | Ignacio Martín-Esperanza y Díaz (propietario y director) | Revista semanal. Publicó 25 números. Imprenta: El Áncora. |          |
| 08/07/1891-28/06/1892                                                                                 | El Eco de Alcalá | Emilio Bravo Moltó | Conservador. Imprentas:Pedro Núñez (Madrid); y Emilio Bravo Moltó |          |
| 08/05/1892                                                                                            | El Febrerista | Andrés Balló | Semanario republicano. Imprenta: La Cuna de Cervantes |          |
| 02/09/1897-10/03/1898                                                                                 | Brisas del Henares | Manuel Azaña Díaz, José María Vicario Sanz y Joaquín Creagh Balló                                                                                            | Revista satírica decenal. Publicó 20 números. Imprenta: Federico García Carballo |          |
| 25/10/1897                                                                                            | El Heraldo de la Campiña | Miguel García (director) | Semanario. Imprenta: Federico García Carballo |          |
| 01/03/1899-22/05/1899                                                                                 | Heraldo de Alcalá | Francisco Huerta Calopa (director) | Semanario Publicó 12 números C/ Cisneros, 10 Imprenta: Federico García Carballo |          |
| siglo XX                                                                                              | | | |          |
| 01/01/1902-30/03/1902                                                                                 | El Obrero | Casto Ortega (director) | Decenal (publicó 9 números) Vinculado al Centro Obrero Imprenta: La Cuna de Cervantes |          |
| 14/04/1902-14/08/1910                                                                                 | El Eco Complutense | Francisco Huerta Calopa (director) | Semanario Publicó 433 números Sede: C/ Libreros, 16. Varias imprentas. Continuó como "El Complutense" (1910).                                                                                    |          |
| 1902                                                                                                  | La Voz de Vallecas | Guillermo Sampedro (director) | Decenal. Publicó al menos 13 números. Imprenta: Julián Lobo |          |
| 14/06/1903-11/10/1903                                                                                 | El Descuaje | Calixto Hernández Martínez (director) | Quincenal gratuito. Republicano. Publicó 77 números Sede: C/ Nebrija, 1. |          |
| 11/11/1904-20/08/1906                                                                                 | Justicia | Juan Francisco Villalbilla (propietario) | Semanario Publicó 106 números Imprenta: La Cuna de Cervantes |          |
| 06/1905-07/1936                                                                                       | El Amigo del Pueblo | Víctor Martín Blázquez (fundador) Francisco García Cuevas (director) Félix Yuste (director desde 1913)                                                       | Semanario católico. Publicó 1.600 números Imprentas: La Cuna de Cervantes y autoimpersión ISSN 2486-9554                                                                                         |          |
| 05/10/1905-15/06/1906                                                                                 | La Defensa | Ángel de Miguel Muñoz (director) | Decenal Liberal Publicó 23 números Imprenta: Julián Lobo. |          |
| 20/07/1906-02/1907                                                                                    | Murmullos del Henares | José Primo de Rivera y Williams (fundador y director) | Semanario Imprenta: Saturio Ramírez. |          |
| 19/08/1906-21/08/1907                                                                                 | El Noticiero Alcalaíno | Ángel Monterde Navarro (fundador) Nicolás Hernández (director)                                                                                               | Quincenal Publicó 29 números Sede: C/ San Diego, 5 y 7 Imprenta: Saturio Ramírez, desde 20/11/1906 Julián Lobo, y desde 15/03/1907 Ventura Corral.                                               |          |
| 01/11/1906                                                                                            | El Reformatorio de Jóvenes | Navarro de Palacio (director) | Penitenciario Redacción y tipografía por los propios internos. |          |
| 15/11/1906-11/02/1911                                                                                 | La Torre de Aragón | Claro Abanades Ángel Monterde Navarro (fundadores) | Decenal Publicó al menos 149 números Sede: C/ del Chorro, 6 (Molina de Aragón) Imprenta: Julián Lobo, luego Ventura Corral.                                                                      |          |
| 1907                                                                                                  | El Papelito | | |          |
| 20/08/1907-03/1914                                                                                    | Heraldo de Alcalá | Saturio Ramírez (propietario) Miguel Carmona (director) | Semanario Sede: C/ Limoneros, 4; y desde 12/01/1911 Plaza de Cervantes, 31 Imprenta: Saturio Ramírez, y desde 20/07/1911 Ventura Corral ISSN 2660-1761                                           |          |
| 20/08/1908-09/10/1909                                                                                 | Alcalá-Chinchón | | Semanario. Publicó 61 números. Sede: C/ Humilladero, 29 (Madrid). Imprenta: Saturio Ramírez. |          |
| 07/1909                                                                                               | La Reforma Penal | José Agudo (director) | Penitenciario. Imprenta: Reformatorio de Jóvenes Delincuentes. |          |
| 21/08/1910-07/05/1911                                                                                 | El Complutense | Salvador Hidalgo (director) | Semanario. Continuador de "El Eco Complutense" (1902). Publicó 38 números. Sede: C/ Libreros, 16. Imprenta: Ventura Corral.                                                                      |          |
| 07/01/1910-17/03/1910                                                                                 | La Avispa | Manuel Azaña Díaz, Antonio Fernández Quer y José Villalbilla                                                                                                 | Decenal satírico. Publicó 8 números. Sede: C/ Cisneros, 24. Imprenta: La Cuna de Cervantes |          |
| 02/04/1911-27/10/1911                                                                                 | La Voz de Alcalá | Luis de Guadalfajara (director) | Semanario Sede: Plaza de Cervantes, 35 Imprenta: Tipografía Ramírez |          |
| 01/06/1911-10/01/1912                                                                                 | El Porvenir de Alcalá | José Primo de Rivera y Williams (fundador y director) | Semanario. Continuará como "El Resumen" (1919). Publicó 28 números Sede: C/ Santiago, 7 Imprenta: La Cuna de Cervantes                                                                           |          |
| 07/04/1912-27/09/1912                                                                                 | El Chorrillo | Ventura Corral Benito (editor) | Decenario católico Publicó 19 números Sede: C/ Mayor, 37 Imprenta: Ventura Corral Continuó como "El Eco de Alcalá"                                                                               |          |
| 07/10/1912-11/07/1936                                                                                 | El Eco de Alcalá Eco de Alcalá | Ventura Corral Benito (editor) | Decenario/semanario católico Publicó 919 números Sede: C/ Mayor, 37 Imprenta: Ventura Corral |          |
| 03/04/1913-04/06/1913                                                                                 | Alcalá | Anselmo Reymundo (fundador y director) | Revista semanal. Publicó 10 números Sede: C/ Mayor, 102 Imprenta: La Aurora (Guadalajara) |          |
| 05/1913-1914                                                                                          | La Voz del Reformatorio | | Mensual penitenciario gratuito. Publicó al menos 11 números. Redactado y tipografiado por los reclusos del Reformatorio.                                                                         |          |
| 07/1917-30/11/1919                                                                                    | Castilla | Ceferino Rodríguez Avecilla (director) | Semanario liberal. Publicó 144 números. Sede: C/ Santiago, 11. Imprentas: Ventura Corral, y luego imprenta propia.                                                                               |          |
| 08/1918-04/1919                                                                                       | El Defensor del Distrito Alcalá-Chinchón                                                                                             | Gregorio de Lucas Vallejo (fundador) Francisco Barduena Álvarez (director)                                                                                   | Mensual gratuito. Publicó 9 números. Sede: C/ Pelayos, 21 (Madrid). Imprenta: Ventura Corral. |          |
| 22/08/1918-18/02/1922                                                                                 | Minerva | Carlos Sancho Huerta (director) | Decenario/semanario maurista Publicó 33 números. Sede inicial: C/ Tinte, 2. Imprenta: Ramírez.                                                                                                   |          |
| 05/06/1919-10/1919                                                                                    | El Resumen | José Primo de Rivera y Williams (fundador y director) | Mensual. Continuación de "El Porvernir de Alcalá" (1911). Publicó 5 números. Sede: C/ Carmen Calzado, 9. Imprenta: Castilla.                                                                     |          |
| 24/02/1946-08/06/1957 (1.ª época) 20/07/1957-23/05/1958 (2.ª época) 29/06/1958-31/07/1960 (3.ª época) | Camino | Francisco Herrero (director) | 1.ª y 3.ª épocas: Hoja parroquial mensual, publicó 284 números. 2.ª época: Semanario / decenario católico, publicó 23 números. Sede: Plaza de Santa María la Rica. Continuó como "Nuevo alcalá". |          |
| 01/03/1947-01/06/1949                                                                                 | Alcalá | Luis Vallterra Fernández (director) | Quincenal conservador católico. Publicó 53 números. Redacción: plaza de Cervantes, 3. Imprenta: Talleres Penitenciarios de Alcalá.                                                               |          |
| 15/08/1958-13/04/1967                                                                                 | Nuevo Alcalá | Juan Garrido Fernández (primer director) Francisco Javier García Gutiérrez (director)                                                                        | Quincenal / semanario conservador. Publicó 350 números. Sede: calle Escuelas, 2. Imprenta: Talleres Penitenciarios de Alcalá.                                                                    |          |
| 22/12/1968-continua                                                                                   | Puerta de Madrid El Puert@ | Sandalio San Román Hernández (fundador y editor) | Semanario. Sede: C/ Ramón y Cajal, 7 Varias imprentas Edición digital desde 02/11/2023. |          |
| 01/07/1977-06/1983 (3 épocas)                                                                         | Despunte | Editora Local | Semanario comarcal. Publicó 121 números Sedes: Torrejón de Ardoz, desde 1982 Alcalá de Henares.                                                                                                  |          |
| 12/02/1977-23/07/1977                                                                                 | Henares 2000 | Edinar Vicente Alberto Serrano (director gerente) | Semanario Publicó 16 números |          |
| 05/1980-11/04/1981 (2 etapas)                                                                         | El Pregonero | Grupo JEN José Escalona Naya (director) | 1.ª etapa: semanario publicitario gratuito. 2.ª etapa 04/1981: incorpora artículos e información Publicó 8 números                                                                               |          |
| 01/1985-10/1985                                                                                       | Calle Mayor | Ediciones y Servicios Editoriales Jaime Sánchez de Bérriz (director)                                                                                         | Revista mensual Publicó 7 números Suplemento juvenil: ALKALÁ Sede: C/ San Felipe Neri, 1 |          |
| 10/1985-27/03/1990 (2 etapas)                                                                         | Nueva Tribuna | Ignacio Rham (fundador y editor) | 1.ª etapa: mensual, soporte publicitario. 2.ª etapa: quincenal / semanario comarcal. Publicó 161 números. Redacción: C/ Cervantes, 10. Imprenta Cervantes                                        |          |
| 04/04/1986-11/10/1986                                                                                 | Alcalá Semanal | Sociedad Anónima Complutense de Comunicación Patxi M. López (director)                                                                                       | Semanario. Publicó 26 números Imprenta: Cervantes. |          |
| 12/1986-08/1995                                                                                       | Plaza de Cervantes | Carmen F. Tejada (editora) | Revista publicitaria gratuita, con información variada Publicó 18 números |          |
| 06/11/1987-19/05/1987                                                                                 | Alhóndiga | Síntesis, Taller de Información Creativa María Melgar García (gerente y directora)                                                                           | Revista de información comarcal y de anuncios entre particulares. Publicó 70 números |          |
| 02/1989-04/1989                                                                                       | Made IC | Diseño y Técnicas Publicitarias Julio Carrillo (editor) | Revista comarcal gratuita. Publicó 2 números. |          |
| 04/1991-continua                                                                                      | Quijotes | Cristóbal Alba Sánchez (fundador y director) Editora: C&I luego: Publicidad y Relaciones Comerciales SL                                                      | Revista quincenal gratuita Impresa y digital. |          |
| 03/03/1989-1992 (1.ª etapa) 17/07/1992-18/12/1992 (2.ª etapa) continua (3ª etapa)                     | La Crónica del Henares | Grupo CambiHenares Juan Pablo Mañueco (director) luego: Grupo Editorial del Henares Ángeles Morueco Ruiz (directora)                                         | 1.ª etapa: suplemento de información local en "CambiHenares" 2.ª etapa: semanario. Publicó 19 números 3.ª etapa: digital comarcal C/ Teniente Ruiz, 10                                           |          |
| 21/08/1992-01/05/2016                                                                                 | Diario de Alcalá | 1992: Comunicaciones del Henares S.A. 2001: Grupo Prensa Universal S.L.                                                                                      | Diario local. 3 sedes consecutivas: C/ Diego de Torres, 3; Plaza de Navarra; C/ Madre de Dios, 12. ISSN 1576-5253 Creó una plataforma web informativa con 7 cabeceras, radio y TV digital.       |          |
| 07/1998-2008                                                                                          | Alcalá Actualidad | Natalia Antón Dilla (fundadora y directora) | Revista mensual gratuita. |          |
| 12/1998                                                                                               | Nuestro Entorno | Publicaciones y Comunicaciones de Nuestro Entorno Juan Ignacio Vecino (editor) Nieves Jiménez Seco (directora)                                               | Revista comarcal. Publicó 1 número Sede: Alcalá de Henares |          |
| 1999-2017 (3 épocas)                                                                                  | Global Henares | Editorial Global Henares SL Gonzalo Sánchez-Izquierdo (director general)                                                                                     | Semanario gratuito de información y ocio. Publicó al menos 523 números. Sede: C/ Antonio Suárez, s/n. ISSN: 2565-4381                                                                            |          |
| 1999-23/02/2018                                                                                       | Alcalá Digital | E-Venture Alcalá S.L. | Digital Plaza de San Francisco de Asís |          |
| 29/06/1999-08/05/2001                                                                                 | Alcalá de Henares: La gaceta local en casa Gaceta de Alcalá de Henares: La gaceta local en casa G.L. Alcalá: La gaceta local en casa | Editorial de Gacetas Locales Javier Cervera (director) | Quincenal gratuita de información y ocio. Publicó 44 números. |          |
| siglo XXI                                                                                             | | | |          |
| 2000-18/07/2019                                                                                       | Portal Local | Ángel Diego Barcenilla (director) | Digital C/ Natividad, 2 |          |
| 11/2005-                                                                                              | Alcalá Al Día | Arte Final Digital (ARFIDI) | Mensual. |          |
| 12/04/2005-                                                                                           | Alcalá Exprés | Prensa Universal S.L. | Quincenal. |          |
| 18/11/2011-2016                                                                                       | DHenares.es | 2011: Grupo Prensa Universal S.L. 2013: Editora Regional de Medios                                                                                           | Semanal. |          |
| 30/04/2012-29/05/2021                                                                                 | El Digital Complutense | | Digital |          |
| 18/06/2013-continua                                                                                   | Dream! Alcalá | Daniel Alonso (director) | Digital C/ Lope de Rueda, 1 |          |
| 18/08/2015-continua                                                                                   | Alcalá Hoy | Pedro Enrique Gómez (editor) | Digital C/ Nueva, 6. |          |
| 05/09/2015-continua                                                                                   | Sucesos del Henares | Grupo SH | Digital comarcal. Sede: Villalbilla |          |
| 10/2015-continua                                                                                      | La Luna de Alcalá La Luna del Henares                                                                                                | CAES Producciones S.L. Raúl Pacheco (director) | Digital comarcal C/ Felipe II, 4 |          |
| 02/2016-continua                                                                                      | Soy de Alcalá de Henares | Edetronik Esteban Hernando (director) | Revista mensual impresa y digital. |          |
| 23/01/2020-04/02/2021                                                                                 | Muy de Alcalá | Edetronik Esteban Hernando (director) | Revista semanal impresa Publicó 48 números. |          |
| 04/2021-continua                                                                                      | El Diario Complutense | Consultores de Marca Comunicación y Servicios, SL | Periódico digital local. |          |
| 07/2021-continua                                                                                      | Noticias Alcalá | Editorial On | Periódico digital local. |          |
| 02/12/2021-continua                                                                                   | Alcalá Opina | Juan Manuel González López (editor jefe) | Periódico digital local Sede: Pl. San Francisco de Asís. |          |
| 11/10/2024-continua                                                                                   | El Complutense | | Periódico digital local. |          |

### Prensa institucional en Alcalá de Henares
Los periódicos creados como órganos oficiales de información de las instituciones y organizaciones públicas o privadas de Alcalá de Henares. Su objetivo, suele ser, difundir las actividades y sucesos propios de cada entidad, así como ofrecer opinión desde su prisma sobre la actualidad social. Generalmente son gratuitos y no dependen de la publicidad, al financiarse con sus recursos económicos orgánicos.
| Publicación                                     | Denominación                                                                  | Institución / responsable | Notas | Cabecera |
| 1890                                            | La Coleta                                                                     | Sociedad Pan y Toros | Revista taurina Imprenta: Tipografías C. Montero |          |
| 24/09/1893-20/06/1894                           | La Careta                                                                     | Sociedad lírico-dramática La Recreativa                                                                                                | Revista literaria ilustrada quincenal. Publicó 70 números. Sede: C/ Trinidad, 43. Imprentas: Federico García Carballo; Tipografía de C. Montero        |          |
| 01/04/1901-10/1901                              | La Voz Rural                                                                  | Sociedad Humanitaria Agrícola Española José Viejo Méndez (director)                                                                    | Decenal Publicó al menos 18 números. Imprenta: La Cuna de Cervantes                                                                                    |          |
| 22/08/1903-11/1904                              | La Verdad                                                                     | Partido Republicano del distrito de Alcalá de Henares Julio de la Jara y Atienza (director)                                            | Quincenal/semanal. Publicó al menos 38 números. Sede: Plaza Mayor, 44. Impreso en Guadalajara y Madrid                                                 |          |
| 02/1907-09/1907                                 | El Ideal                                                                      | Partido Liberal en Alcalá Julio César Araoz (primer director)                                                                          | Semanario republicano liberal Sede: C/ Tinte, 10 Imprenta: Julián Lobo ISSN 2660-2075                                                                  |          |
| 12/1912-04/1933                                 | Boletín de la Mutual Obrera                                                   | Mutual Complutense Luis Delgado (primer director)                                                                                      | Mensual gratuito. Publicó 109 números. Imprenta: La Cuna de Cervantes                                                                                  |          |
| 1913                                            | Esperanza                                                                     | Centro Instructivo y Económico Tradicionalista Vicente Majolero (presidente)                                                           | Hoja dominical gratuita Carlista |          |
| 05/06/1916-20/12/1920                           | El Auxiliar de los Registros de la Propiedad                                  | Francisco Lopera (editor y director)                                                                                                   | Mensual/quincenal profesional Publicó 102 números Sede: C/ Libreros, 34 Imprenta: Reformatorio de Jóvenes de Alcalá.                                   |          |
| 07/10/1923-11/10/1925                           | Ecos de la Parroquia de Santa María La Mayor                                  | Parroquia de Santa María La Mayor | Hoja parroquial dominical gratuita Publicó al menos 70 números Imprenta: Félix Ramírez                                                                 |          |
| 04/1925-11/1925                                 | Homenaje a la Vejez                                                           | Obra social "Homenaje a la Vejez" Francisco Monsó (director)                                                                           | Mensual gratuito Publicó 8 números Imprenta: Ventura Corral                                                                                            |          |
| 25/07/1925-05/01/1927                           | Boletín de la Unión Patriótica de Alcalá de Henares y su Partido              | Unión Patriótica Fernando Cutoli (1.er director) Heliodoro Castro (2.º director)                                                       | Quincenal Publicó 32 números Administración: C/ José Canalejas, 21 Imprenta: La Cuna de Cervantes                                                      |          |
| 08/1925                                         | Fiestas Complutenses                                                          | Ayuntamiento de Alcalá de Henares | Único número gratuito Cabecera: José Guillot Carratalá Imprenta: Ventura Corral                                                                        |          |
| 04/02/1928-21/06/1931                           | La Cruz de la Parroquia                                                       | Arciprestazgo de Alcalá de Henares | Hoja dominical gratuita Publicó 175 números Administración: C/ General Silvestre, 5 Imprenta: El Amigo del Pueblo                                      |          |
| 01/12/1931-15/03/1932                           | El Proletario                                                                 | Agrupación Socialista y de la UGT de Alcalá de Henares                                                                                 | Quincenal Publicó 6 números Administración: C/ Pablo Iglesias, 9 Imprenta: Félix Ramírez                                                               |          |
| 1933-10/05/1936                                 | Voz de la Parroquia                                                           | Iglesia de San Pedro Apóstol | Hoja parroquial Publicó 62 números Imprenta: Ventura Corral                                                                                            |          |
| 12/03/1933-14/03/1936                           | Boletín de la Sociedad Deportiva Alcalá                                       | Sociedad Deportiva Alcalá Alfonso Revilla (fundador) Francisco Monsó (director)                                                        | Semanario deportivo Publicó 128 números Imprenta: La Cuna de Cervantes                                                                                 |          |
| 16/09/1934-16/02/1936                           | Ecos Hipotecarios                                                             | Cuerpo de Oficiales de los Registradores de la Propiedad de España Francisco Lopera (editor y director)                                | Quincenal profesional Publicó 36 números Redacción: C/ Mayor, 10 Imprenta: Félix Ramírez                                                               |          |
| 22/01/1935-05/1935                              | Defensa Marcantil e Industrial                                                | Sociedad de Defensa Mercantil e Industrial                                                                                             | Boletín mensual profesional Publicó al menos 5 números Imprenta: Félix Ramírez.                                                                        |          |
| 18/07/1939-15/12/1943                           | Yugo y Flechas                                                                | Falange Española Tradicionalista y de las Juntas de Ofensiva Nacional Sindicalista Delegación de Prensa y Propaganda local             | Decenal / quincenal falangista. Publicó 100 números. Imprenta: Talleres Penitenciarios de Alcalá.                                                      |          |
| 1944                                            | Programa de la Sociedad Deportiva Alcalá                                      | Sociedad Deportiva Alcalá | Quincenal. Imprenta: Ramírez. |          |
| 07/11/1945-22/03/1947                           | Mundo Obrero (Alcalá de Henares)                                              | Partido Comunista de España | Publicó 5 números. Manuscrito clandestino. |          |
| 30/07/1949                                      | Alerta                                                                        | Seminario de los Santos Justo y Pastor                                                                                                 | Revista religiosa Publicó 9 números |          |
| 06/10/1951-19/01/1953                           | Boletín de la R. Sociedad Deportiva Alcalá                                    | Real Sociedad Deportiva Alcalá | Publicó 21 números. Imprenta: Ventura Corral. |          |
| 01/02/1952-07/1955                              | Complutum                                                                     | Seminario Menor de Alcalá | Revista religiosa Publicó 11 números |          |
| 03/1960-continua                                | Boina Negra                                                                   | Brigada Paracaidista | Revista trimestral militar ISSN 1136-7210 |          |
| 1962-03/1967                                    | Alcalá y su arciprestazgo                                                     | Arciprestazgo de Alcalá de Henares | Revista religiosa Publicó 7 números Imprenta: Ángel Blanco.                                                                                            |          |
| 1965-1975                                       | Parroquia Mayor de San Pedro Apóstol                                          | Parroquia de San Pedro de Alcalá de Henares                                                                                            | Revista mensual religiosa Publicó 127 números |          |
| 1973-1974                                       | RSDA: Programa Deportivo                                                      | Real Sociedad Deportiva Alcalá | |          |
| 09/1974-01/1975                                 | Boletín Informativo                                                           | Ayuntamiento de Alcalá de Henares Abel Cádiz Ruiz (director)                                                                           | Bimensual Publicó 3 números |          |
| 07/1975-01/1985 (3 etapas)                      | Alcalá Hoy                                                                    | Ayuntamiento de Alcalá de Henares Luis Acosta Noriega (1.er director) Sergio Coello (2.º director) Pedro Enrique Gómez (3.er director) | 1.ª etapa: bimensual. Publicó 8 números y un extra. 2.ª etapa: bimensual. Publicó 4 números. 3.ª etapa: mensual. Publicó 34 números. DL: M. 24716-1975 |          |
| 1976                                            | Boletín Informativo                                                           | Junta Sindical de La Seda de Barcelona. Zona Centro. Alcalá de Henares                                                                 | Publicó 4 números |          |
| 1977-02/1978                                    | A.L.A. Ateneo                                                                 | Ateneo Libertario de Alcalá de Henares                                                                                                 | Publicó 3 números |          |
| c. 1978                                         | Unidad                                                                        | Guardia de Franco en Alcalá de Henares José León León (director)                                                                       | Publicó 1 número |          |
| 1979                                            | Hoja Informativa                                                              | Partido de los Trabajadores de España                                                                                                  | Publicó 4 números. |          |
| 1979-12/1984                                    | Cáritas: Boletín Informativo                                                  | Cáritas Vicaría Décima | Publicó al menos 23 números |          |
| 06/1979                                         | Debate                                                                        | Federación de Trabajadores de Químicas - Unión Sindical Obrera (FTQ-USO). Alcalá de Henares                                            | Publicó 1 número |          |
| ca. 1980                                        | Revista del Ateneo Complutense                                                | Ateneo Complutense | |          |
| 05/1980                                         | Unidad                                                                        | Sindicato Unitario de Alcalá de Henares                                                                                                | Publicó 1 número |          |
| 07/1980-12/1980                                 | Ateneo                                                                        | Ateneo Germinal de Alcalá de Henares                                                                                                   | |          |
| 10/1981-09/1982                                 | Resistir                                                                      | Sindicato Unitario de Alcalá de Henares                                                                                                | Mensual Publicó 10 números |          |
| 03/1982-01/1987                                 | Complutum                                                                     | Partido Comunista de España Alcalá de Henares                                                                                          | |          |
| 10/1982-01/1983                                 | Plaza Mayor Boletín de la Agrupación Socialista de Alcalá de Henares          | Partido Socialista Obrero Español de Alcalá de Henares                                                                                 | |          |
| c. 1984                                         | Ristra de Ajos                                                                | Los Verdes Ecologístas de Alcalá | Publicó 2 números |          |
| 1984                                            | Opinión y Oposición                                                           | Alianza Popular de Alcalá de Henares                                                                                                   | Publicó 1 número |          |
| 1984                                            | La Comunidad: Hoja de Alcalá La Comunidad: Alcalá de Henares                  | La Comunidad Partido Humanista de Alcalá de Henares                                                                                    | Publicó 4 números |          |
| 02/1984                                         | Boletín Informativo                                                           | Oratorio de San Felipe Neri | Trimestral |          |
| 11/1984-05/1988                                 | Campus                                                                        | Universidad de Alcalá de Henares Concha Serrano y JM del Moral (directores)                                                            | Revista mensual. Publicó 18 números. |          |
| 03/1985                                         | Casa del Pueblo: Informativo de la Agrupación Socialista de Alcalá de Henares | Partido Socialista Obrero Español de Alcalá de Henares                                                                                 | Publicó 1 número |          |
| 1985-01/1986                                    | Nuestra Voz                                                                   | Sección Sindical de Comisiones Obreras de La Seda de Barcelona                                                                         | Publicó 7 números |          |
| 08/09/1985-20/04/1986                           | Boletín de la R.S.D. Alcalá                                                   | Real Sociedad Deportiva Alcalá | Publicó 18 números. |          |
| 06/1987-1990                                    | Acción Directa                                                                | Bases Autónomas y Lobos Negros | Publicó 5 números |          |
| 1990-continua                                   | Sílex                                                                         | Escuela Municipal de Adultos de Alcalá de Henares                                                                                      | En junio de 2024, publicó el número 77. |          |
| 1988                                            | CDS                                                                           | Centro Democrático y Social de Alcalá                                                                                                  | Publicó 1 número |          |
| 08/1988                                         | El Comité Local del PCPE de Alcalá de Henares informa                         | Partido Comunista de los Pueblos de España                                                                                             | Publicó 1 número |          |
| 12/1988-01/1990                                 | Nuevos Tiempos                                                                | Partido Popular de Alcalá de Henares                                                                                                   | Publicó 4 números |          |
| 09/1989-06/1995                                 | Boletín Municipal                                                             | Ayuntamiento de Alcalá de Henares Francisco Muñoz Romero (coordinador)                                                                 | Quincenal/mensual Publicó 80 números DL: M. 40829-1990                                                                                                 |          |
| 1990                                            | El Papel                                                                      | Partido Socialista Obrero Español de Alcalá de Henares Fernando Español (coordinador)                                                  | |          |
| 02/1990-10/1994 (2 etapas)                      | Paraninfo                                                                     | Universidad de Alcalá | Mensual. Publicó 11 números. |          |
| 04/1992-01/1995                                 | Los Distritos de Alcalá Hoy                                                   | Ayuntamiento de Alcalá de Henares | Primera edición por distritos municipales. Publicó 18 números                                                                                          |          |
| 1994                                            | PP. Por Alcalá                                                                | Partido Popular de Alcalá de Henares                                                                                                   | Publicó 2 números |          |
| 1994-2006                                       | Pliegos de la ínsula Barataria                                                | Universidad de Alcalá, Facultad de Filosofía y Letras, Servicio de Publicaciones: Asociación Cultural Parole Emilio Sola (director)    | Revista anual de creación literaria y de filología Publicó 8 números ISSN 1134-0193.                                                                   |          |
| 07/1994                                         | El Porvenir de la Nación Española                                             | Área Incorfomista | Publicó 1 número |          |
| 10/1994                                         | La Opinión de Alcalá                                                          | Partido Humanista de Alcalá de Henares José Manuel Moreno (director)                                                                   | Publicó 3 números |          |
| 1995                                            | Babel: Boletín intercultural                                                  | Cáritas Diocesanas de Alcalá de Henares                                                                                                | Publicó al menos 5 números |          |
| 04/1995                                         | El Eco del Henares. Boletín Republicano                                       | Izquierda Republicana | Publicó 1 número |          |
| 1996                                            | Boletín                                                                       | Parroquia de San Diego | Hoja parroquial. Publicó al menos 21 números. |          |
| 1996-1997                                       | Hoja Parroquial                                                               | Parroquia de San Pedro de Alcalá de Henares                                                                                            | Publicó al menos 24 números |          |
| 1997                                            | Distrito III. Boletín Informativo                                             | Ayuntamiento de Alcalá de Henares Delegación Municipal del Distrito Reyes Católicos-Rinconada. Rosa Mª García (redactora)              | Publicó 2 números |          |
| 01/1998-05/2014                                 | La Avispa del Henares                                                         | Izquierda Unida de Alcalá de Henares                                                                                                   | Publicó 41 números |          |
| 1998                                            | Revolución                                                                    | Juventud Comunista de Alcalá | Publicó 4 números |          |
| 06/2000-11/2002                                 | Universidad                                                                   | Universidad de Alcalá Iciar Martín Vázquez (primer director)                                                                           | Revista mensual. Publicó 24 números. |          |
| 11/2000-04/2003                                 | Ciudad de Alcalá de Henares                                                   | Ayuntamiento de Alcalá de Henares Luis Suárez Machota (promotor)                                                                       | Publicó 11 números |          |
| 2001-2002                                       | La Fundación                                                                  | Universidad de Alcalá | Publicó 15 números. Mensual |          |
| 2002                                            | El Grito del Grillo Rojo                                                      | Juventud Comunista de Alcalá | Publicó 3 números |          |
| 2004-2007 (1ª época) 04/2008-05/2012 (2ª época) | Foro Complutense                                                              | Ilustre Colegio de Abogados de Alcalá de Henares Jorge Condés López (1º director) Vicente Sánchez Rodríguez (2º director)              | Revista cuatrimestral Publicó 27 números ISSN:1888-7856                                                                                                |          |
| 22/07/2008-continua                             | UAH.esnoticia                                                                 | Universidad de Alcalá | Diario digital |          |
| 2009-2010                                       | Foro Jurídico                                                                 | Ilustre Colegio de Abogados de Alcalá de Henares Vicente Sánchez Rodríguez (director)                                                  | Suplemento semestral de Foro Complutense Publicó 2 números ISSN:2172-9999                                                                              |          |
| 08/2010                                         | Calle Mayor                                                                   | Ayuntamiento de Alcalá de Henares | DL: AB. 404-2010 y M. 14028-2011 |          |
| 03/2017-continua                                | Alcalá: guía de información municipal                                         | Ayuntamiento de Alcalá de Henares María Soledad Fernández (directora)                                                                  | Bimensual. Imprentas: Sucesores de Rivadeneyra SA; luego Editorial MIC. ISSN 2530-6375                                                                 |          |
|                                                 |                                                                               | | |          |

### Prensa cultural y científica en Alcalá de Henares
Los periódicos, generalmente en formato de revista, dedicados a difundir conocimientos históricos, literarios o científicos en Alcalá de Henares. Pueden ser divulgativos, exponiendo temas muy variados y con un lenguaje asequible, o de investigación sobre aspectos concretos y con terminología profesional. Los divulgativos dependen de la aceptación del público general para su supervivencia, los de investigación llegan a menos lectores, pero por sus características técnicas dependen de las instituciones que los apoyan.
| Publicación                                      | Denominación                                                                | Entidad / responsable | Notas | Cabecera |
| Finales del siglo XVIII                          | Semanario erudito de Ciencias, Artes y Bellas Letras de la Ciudad de Alcalá | Tomás García Suelto | Semanario |          |
| 01/1883                                          | Anales de Otología y Laringología                                           | Ricardo Martínez Esteban (propietario y director) | Revista médica mensual Varias imprentas |          |
| 30/06/1887                                       | Revista de Ferrocarriles                                                    | | Decenal. Publicado en Alcalá |          |
| 03/07/1901-08/09/1901                            | El Heraldo                                                                  | Alberto Pardo (fundador) Santiago López (director) | "Semanario literario y de noticias". Publicó 7 números. Imprenta: La Cuna de Cervantes |          |
| 09/1933-10/1935                                  | Radio Universal                                                             | Luis García Pajares (propietario y director) | Revista técnica mensual Publicó 26 números Redacción: C/ Andrés Borregero, 4 (Madrid) Imprenta: Escuela de la Reforma |          |
| 04/1962-06/1965                                  | Llanura                                                                     | Luis Vallterra Fernández (director) | Revista de poesía. Publicó 29 números. Imprenta: Talleres Penitenciarios. |          |
| 11/1964-07/1968                                  | Aldonza                                                                     | Alberto Álvarez-Ruz (director) | Revista de poesía. Publicó 45 números. |          |
| 1977-continua                                    | Pulso, revista de educación                                                 | Centro Universitario Cardenal Cisneros | Revista anual de ciencias sociales, impresa y digital. Con revisión por pares. ISSN: 1577-0338 ISSN-e: 2445-2866 |          |
| 1984/2000                                        | Claxon                                                                      | Centro Juvenil Salesiano Cardenal Cisneros | Revista mensual. Noticias culturales y de actividades del centro, Literatura y ensayo |          |
| 03/1985-12/1985                                  | Mundo de Papel                                                              | | Revista trimestral de poesía Publicó 4 números. |          |
| 1987-continua                                    | Anales Complutenses                                                         | Institución de Estudios Complutenses | Revista anual de historia comarcal ISSN: 0214-2473 |          |
| 05/1988-1990                                     | Márgenes                                                                    | Grupo TV-8 La Transvanguardia | Revista literaria. Publicó 3 números. |          |
| 1989-                                            | Revista de Literatura Medieval                                              | Instituto Universitario de Investigación en Estudios Medievales y del Siglo de Oro de la UAH | Revista anual de literatura. Con acceso libre en PDF ISSN: 1130-3611 ISSN-e: 2660-4574 |          |
| 03/1990-10/1990 (1.ª etapa) 04/1998- (2.ª etapa) | Información Cultural                                                        | Fundación Colegio del Rey | Revista mensual de ocio y cultura. Publicó 4 números. |          |
| 12/1992-12/1994                                  | Acervo                                                                      | Editorial Brocar | Revista trimestral de humanidades Publicó 8 números Imprenta: Gráficas Ballesteros. ISSN 1132-7286 |          |
| 1993-2000                                        | El Recreo                                                                   | Instituto de Bachillerato Polivalente (BUP) Cardenal Cisneros, posterior Instituto de Educación Secundaria (directores y redactores: determinadas personas fijas cada curso del alumnado, de 1996 a 1998: Francisco Huerta y Daniel López-Serrano "Canichu") | Revista mensual literaria y de noticias del centro educativo y de la actualidad. En diciembre de 1997 contó con un suplemento de cómic: Dungeons and Dragons, dirigido por el alumno Iván Manzano                                                                          |          |
| 1996-2014                                        | Omnia                                                                       | Luis Diéguez González (primer director) | Revista mensual literaria. |          |
| 1996-                                            | Alcalá Cultural                                                             | | Revista mensual. ISSN 1137-0459 |          |
| 1997-                                            | Revista de Poética Medieval                                                 | Instituto Universitario de Investigación en Estudios Medievales y del Siglo de Oro de la UAH | Revista anual de literatura. Con acceso libre en PDF ISSN: 1137-8905 ISSN-e: 2660-891X |          |
| 11/1999-04/2001                                  | Albor                                                                       | Julián Moreno Aranzueque (editor y director) | Revista de poesía Mensual gratuita. Publicó 9 números. |          |
| 05/2000-03/2001                                  | Patrimonio actual                                                           | Sonse-Inver Juan Ignacio Vecino (editor-director) | Revista sobre patrimonio cultural. Publicó 4 números. |          |
| 2000-continua                                    | Panorama del Henares                                                        | Grupo Editorial del Henares Ángeles Morueco (directora) | Revista mensual cultural impresa y digital C/ Teniente Ruiz, 10 |          |
| 2001-2005                                        | La Hoja de la Politécnica                                                   | Kepa Ríos Alday (director), Vicerrectorado de Estudiantes de la Universidad de Alcalá | Revista literaria. Mensual |          |
| 2001-2007                                        | La Botella Vacía                                                            | Francisco Huerta y Daniel López-Serrano "Canichu" (directores) | Revista literaria y de ilustraciones. Siete números, periodicidad irregular, casi anual. Fanzine contracultural gratuito distribuido por bares nocturnos y facultades de la Universidad de Alcalá. Continúa en El Vaso Lleno del Vacío de la Botella (2015)                |          |
| 05/2001                                          | Fierabrás desde 2002: Cervantalia                                           | Domingo Peromingo (coordinador) | Revista literaria. |          |
| 06/2001-01/2002                                  | Vitamina C                                                                  | Artificio Ricardo Segura (director de comunicación) Juan Ayllón (director de arte) | Revista cultural y de ocio. Mensual gratuita. Publicó 7 números |          |
| 10/2001-06/2004                                  | Genio y Figuras                                                             | Teresa Galeote | Revista cultural trimestral. |          |
| 2003                                             | Efímero                                                                     | | Revista literaria. |          |
| 11/2011-02/2013                                  | Poesía es salud. Revista del Corredor del Henares                           | Director: Miguel Oscar Menassa, del Taller de poesía Grupo Cero de Alcalá de Henares. | Revista literaria. Bimensual. Hubo 17 números. Este grupo publicó otras revistas desde Madrid que repartieron en la Universidad de Alcalá y bares, como "Extensión Universitaria, revista de psicoanálisis" (2011-2015) y "Las 2001 noches, revista de poesía" (1997-2023) |          |
| 15/04/2014-                                      | FITISPos-International Journal                                              | Grupo de Formación e Investigación en Traducción e Interpretación en los Servicios Públicos de la Universidad de Alcalá | Revista multilingüe de traducción Anual con acceso libre en PDF ISSN: 2341-3778. |          |
| 06/2014-01/2020                                  | Balcones de Poesía y Luna                                                   | Director: Carlos Fernández del Ganso, del Taller de poesía Grupo Cero de Alcalá de Henares | Revista literaria. Trimestral. Publicó 22 números. |          |
| 2015                                             | El Vaso Lleno del Vacío de la Botella                                       | Daniel López-Serrano "Canichu" | Revista literaria. Contracultural. Un solo número. Homenaje a La Botella Vacía |          |
| 16/09/2016-                                      | Revista de Investigación y Educación en Ciencias de la Salud (RIECS)        | Facultad de Medicina y Ciencias de la Salud de Alcalá | Revista científica de Medicina Semestral con acceso libre en PDF ISSN 2530-2787 |          |
| 01/07/2021-                                      | Número 56                                                                   | Aula de Fotografía de la Fundación General de la Universidad de Alcalá Natalia Garcés Fernández (directora) | Revista de fotografía Semestral con acceso libre en PDF En línea ISSN 2792-4343 Impresa ISBN 2792-4335 |          |

### Prensa de eventos en Alcalá de Henares
Los periódicos creados para actos sociales concretos celebrados en Alcalá de Henares. Su objetivo, suele ser, informar y difundir las actividades relacionadas, los antecedentes históricos o los protagonistas de elecciones o conmemoraciones. Son de vida corta, porque cierran al finalizar el evento que los justifica.
| Publicación           | Denominación                                          | Evento | Notas | Cabecera |
| 01/12/1896-01/06/1897 | Crónica del Centenario                                | Junta del III Centenario de las Santas Formas                                                                                                   | Folleto quincenal. Publicó 13 números. Imprenta de la Diputación de Guadalajara.                                |          |
| 01/03/1905-15/05/1905 | Boletín del III Centenario del Quijote                | Junta local del III Centenario del Quijote | Quincenal gratuito. Publicó 6 números. Imprenta: E. Burgos (Guadalajara)                                        |          |
| 15/03/1913-18/04/1913 | Nuestro Centenario                                    | Junta Organizadora del I Centenario de las efemérides locales en la Guerra de la Independencia                                                  | Semanario gratuito. Publicó 6 números. Imprenta: Reformatorio de Jóvenes.                                       |          |
| 21/01/1914-27/06/1914 | La Voz del Distrito                                   | Elecciones a Cortes por el Distrito de Alcalá de Henares del 08/03/1914. Miguel Atilano Casado Moreno (propietario) Francisco Byeres (director) | Semanario liberal-conservador. Publicó 17 números. Sede: C/ Nebrija, 4. Imprentas: en Madrid, y Ventura Corral. |          |
| 27/01/1926-05/1926    | Asamblea Eucarística Arciprestal de Alcalá de Henares | Asamblea Eucarística Arciprestal del 6 al 8 de mayo de 1926                                                                                     | Imprenta: El Amigo del Pueblo                                                                                   |          |
| 10/06/1986-17/06/1986 | La Voz del Henares                                    | Elecciones generales del 22/06/1986 Edikomplusa Jaime Sánchez de Berriz (director)                                                              | Semanario. Publicó 2 números.                                                                                   |          |
|                       |                                                       | | |          |

### Prensa de entretenimiento y espectáculos en Alcalá de Henares
Incluye la prensa especializada en espectáculos (deportes, toros, teatro, cine) y los periódicos en formato de historieta o con contenidos elaborados expresamente para gente joven en Alcalá de Henares. Entre estos últimos, los más habituales son los cómics y los fanzines, pero también usan formatos más tradiciones tipo noticiarios o artículos sobre temas de interés a esas edades.
| Publicación                   | Denominación               | Entidad / responsable                                                    | Notas | Cabecera |
| 15/09/1879-10/11/1879         | El Eco de Camarmilla       | Andrés Balló (director)                                                  | Revista satírica. Publicó 4 números. Imprenta: Federico García Carballo. |          |
| 11/11/1880                    | El Tío Camarmilla          |                                                                          | Revista satírica decenal Impreso en Madrid |          |
| 12/10/1899-10/06/1900         | El Bombo                   | Ramón García Ortiz (fundador) Francisco Pérez (director)                 | Semanario satírico Publicó 33 números Imprenta: Federico García Carballo |          |
| 17/06/1900-17/12/1900         | La Voz Complutense         | Ramón García Ortiz (propietario)                                         | Semanario festivo (teatro) Publicó 55 números Imprenta: La Cuna de Cervantes |          |
| 03/03/1907-30/07/1907         | Flor de la Edad            | Aquilino Menor (propietario) Julián Velasco (director)                   | Revista juvenil decenal Publicó 13 números Sede: C/ Cisneros, 5 Imprenta: Julián Lobo, y desde el nº 3: Saturio Ramírez                                                                                    |          |
| 09/1918                       | La Verdad Artística        | Benito Mendoza (director)                                                | Revista decenal teatral Impresa en Madrid |          |
| 1943-1953                     | La Coleta                  | Ricardo Goytre Bayo                                                      | Revista taurina Imprenta: Talleres Penitenciarios de Alcalá. |          |
| 1977-22/11/1977               | Deportes Henares 2000      | Edinar Eugenio Alonso Feijoo (director)                                  | Semanario deportivo |          |
| ca. 1980                      | El hippie chungo           | José Cabañas (promotor)                                                  | Revista contracultural. Publicó 1 número. |          |
| 02/1985-11/03/1986            | Alcalá Deportivo           | Ediciones y Servicios Editoriales Jaime Sánchez de Berriz (director)     | Semanario deportivo. Publicó 56 números. Suplemento: Alcalá-7 Impreso en Madrid |          |
| 20/12/1985-21/02/1986         | Lucifer                    |                                                                          | Fanzine. Publicó 2 números. |          |
| 29/03/1987-18/05/1987         | Alcalá Semanario           | Francisco Rosado López (director>)                                       | Semanario dominical gratuito Suplemento deportivo de Cuadernos Manchegos. Publicó 8 números. |          |
| 20/10/1990                    | Henares Deportivo          | Publicidad Coslada-Torrejón SL Fausto Jiménez (director)                 | Semanario Sede: Torrejón de Ardoz Imprenta: Cervantes. |          |
| 1991                          | Inventivas                 | Pedro Enrique Gómez                                                      | Revista semanal política-satírica. Publicó 8 números. |          |
| 1991-07/1992                  | Mano a Mano                | Asociación Cultural Mano a Mano                                          | Revista bimensual de cómic. Publicó al menos 5 números. |          |
| 1992                          | La Costa Nostra            | Antonio Lizcano del Burgo                                                | Revista de contracultura. Publicó 3 números. |          |
| 08/06/1993-02/2000 (3 etapas) | La Guía de Alcalá          | Grupo CambiHenares María Ángeles Morueco (directora)                     | Inicialmente separata de "La Crónica de Alcalá" y después de "CambiHenares" 3 etapas como publicación independiente: semanario / quincenal de información sobre ocio y cultura local. Publicó 286 números. |          |
| 01/1995-05/1995               | Quijotex                   | Juan José Ignacio López (coordinador)                                    | Revista de cómic. Publicó 3 números. |          |
| 1995-05/1996 (2 épocas)       | Todo Alcalá                | Iba Mura SL José Santos (director)                                       | Mensual gratuito de ocio y cultura. Publicó 8 números. |          |
| 14/02/1995-21/02/1995         | AD: Alcalá Deportivo       | José Luis Benedicto (director)                                           | Semanario deportivo. Publicó 2 números. |          |
| 1997                          | Mirador                    | Pedro Santiago G. Romero-Nieva                                           | Revista gratuita sobre música, cine y cómics. Publicó al menos 9 números. |          |
| 01/12/1998-                   | Alcalá Sport               |                                                                          | Revista deportiva. |          |
| 06/1999-05/2003               | Biñetas                    | Taller del Cómic Henar-FRAC de Alcalá José Rubio "Malagón" (coordinador) | Revista de cómic. Publicó 10 números. |          |
| 05/2000-2002                  | Pulpmagazine               | Editorial Escuadrón Delta Ediciones Río Henares                          | Fanzine de ciencia ficción y fantasía. Publicó 8 números. |          |
| 12/2000                       | El dedo de Norman          | Taller del Cómic de Alcalá de Henares                                    | Fanzine. Publicó 1 número. |          |
| 10/2003-                      | Magazine de Mercado Alcalá | Deplana (Grupo Segunda Mano) Joaquín Díaz (director)                     | Mensual gratuita. |          |
| 2010-                         | Alcalá mini                |                                                                          | Revista de ocio |          |
|                               |                            |                                                                          | |          |

### Prensa de anuncios en Alcalá de Henares
Los periódicos presentan anuncios, generalmente de compra o venta, entre particulares o empresas en Alcalá de Henares. La publicidad no sólo es el recursos para mantener la publicación, sino que es el objeto de información a difundir. Suelen ser gratuitos y, a veces, se especializan en nichos económicos concretos (vivienda, coches, etc).
| Publicación           | Denominación                             | Entidad / responsable                                | Notas | Cabecera |
| 23/08/1883            | La Constancia Comercial                  | Almacenes de Comas Hermanos                          | Anual Imprenta: Federico García Carballo |          |
| 01/03/1905-20/12/1906 | El Comercial                             | Jacobo Gondo (director)                              | Mensual gratuito. Publicó 23 números. Sede: C/ Mayor, 30 (sastrería) Imprenta: Julián Lobo.                                                 |          |
| 1935                  | Exportación e Importación                |                                                      | Mensual Imprenta: Escuela de la Reforma |          |
| 07/11/1987-continua   | CambiHenares                             | Grupo CambiHenares Juan Pablo Mañueco (director)     | Quincenal/semanal comarcal. Suplemento de información local (03/03/1989-25/09/1992): La Crónica del Henares. Sede: calle Teniente Ruiz, 10. |          |
| 07/11/1996-           | Mercado Alcalá de Henares Mercado Alcalá | Deplana (Grupo Segunda Mano) Víctor Palma (director) | Semanario gratuito de ocio y anuncios. |          |
| 2001-continua         | Guía LaCalleMayor                        | INTROARTE, S.L                                       | Digital gratuito. "Guía de ocio, cultura y turismo." Sede: calle Mayor, 26.                                                                 |          |
|                       |                                          |                                                      | |          |

## Reconocimiento

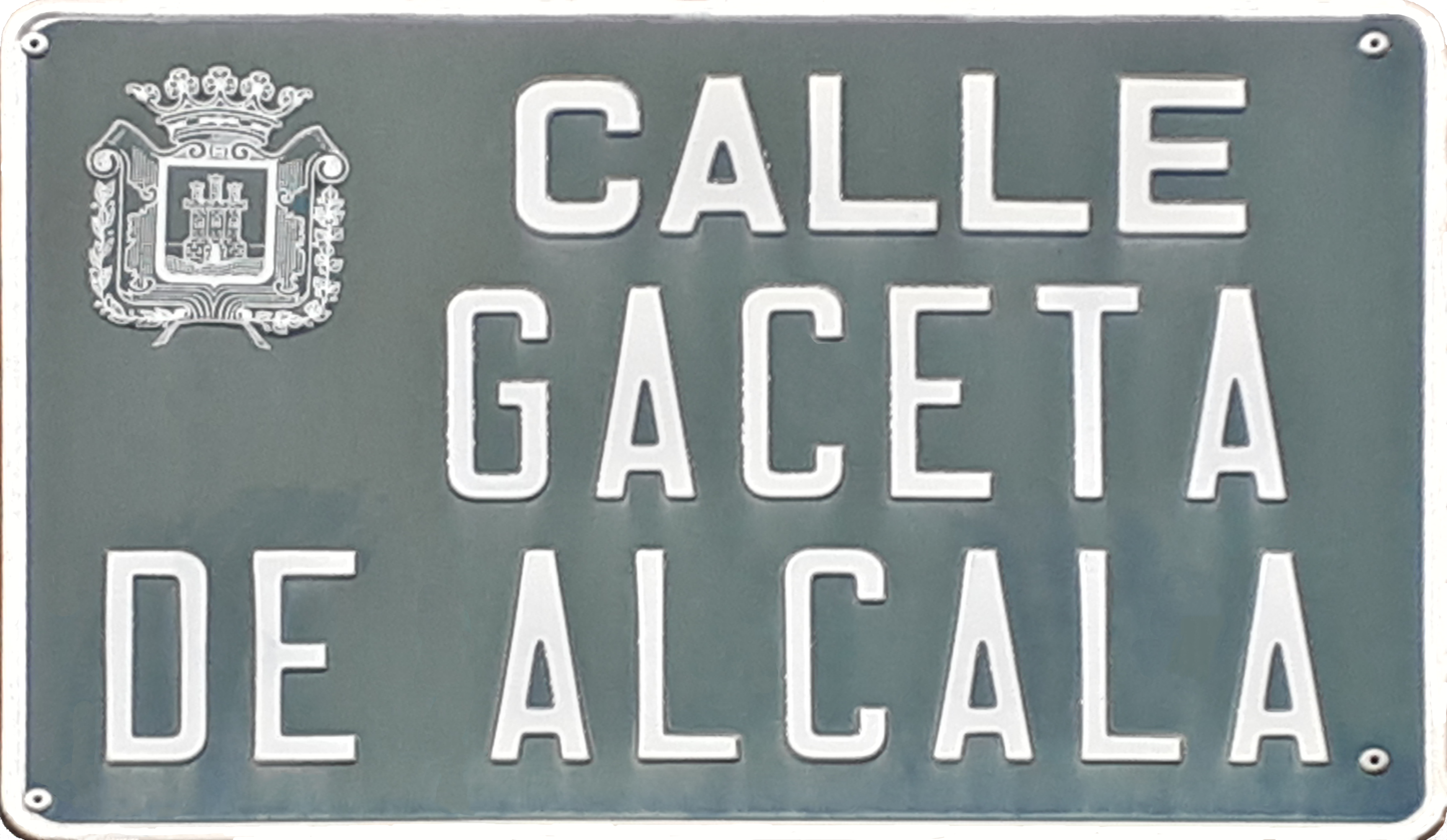
Calle en honor de la "Gaceta de Alcalá".

En recuerdo de la prensa editada en Alcalá de Henares, el Ayuntamiento ha dedicado una calle al primer periódico publicado en la ciudad, la "Gaceta de Alcalá de Henares".

## Museo de las Artes Gráficas Ángel Gallego Esteban
La Universidad de Alcalá ha instalado en 2021, en la Facultad de Derecho, el "Museo de las Artes Gráficas" que recopila todos aquellos objetos, maquinaria, bibliografía y documentos relacionados con la historia de la imprenta. El museo está dedicado a Ángel Gallego Esteban (La Horra, 1942) profesional y empresario de artes gráficas, que fundó la empresa Litografía GÁEZ, y ha cedido las piezas de su colección.